# XXV symfonia (KV 183, 173d B)
XXV Symfonia g-moll (KV 183/173d B) − symfonia Wolfganga Amadeusa Mozarta skomponowana w październiku 1773. :
Pierwsza z dwóch symfonii kompozytora w moll (druga to XL symfonia (KV 550)).

## CzęściSymfonii
1. Allegro con brio (4/4, g-moll)
2. Andante (2/4, Es-dur)
3. Menuetto. Trio (3/4, g-moll, Trio G-dur)
4. Allegro (4/4, g-moll)

## Instrumentacja
- 2 oboje
- 2 fagoty
- 4 rogi
- kwintet smyczkowy